# Danyyil Dvirnyy
Danyyil Dvirnyy (São Petersburgo, 21 de outubro de 1990) é um xadrezista italiano, Grande Mestre.
Começou a jogar xadrez a nível de competição aos 13 anos, depois de ter ido viver com a família para Itália. Os primeiros torneios em que demostrou ter capacidades para o jogo foram os do circuito regional do Veneto. 
Obteve as três Normas necessárias para o conseguimento do título de Grande Mestre em 2013. Neste ano ganha o Campeonato Italiano por equipas da série Master, jogando no Obiettivo Risarcimento Padova. No final do ano, ganha pela primeira vez em Roma o Campeonato Itaiano Absoluto de Xadrez, frente aos GM Brunello Sabino e David Alberto. 
Em 2014 reconfirma-se campeão com a equipa do Padova, podendo jogar ao lado dos GM Fabiano Caruana, Hikaru Nakamura e Maxime Vachier-Lagrave, entre outros. Neste ano participa também ao Open Tradewise Gibraltar, ao Campeonato Europeu Individual na Arménia, e no Premier Group do 49º Memorial Capablanca, em Cuba.
Actualmente vive em Montebelluna, no distrito de Treviso, onde frequenta o clube de xadrez Beniamino Vergani.